# سیارک ۲۲۱۹
سیارک ۲۲۱۹ (به انگلیسی: 2219 Mannucci، نامگذاری:1975LU) دو هزار و دویست و نوزدهمین سیارک کشف شده‌است که در ۱۳ ژوئن ۱۹۷۵ کشف شد.
قدر مطلق سیارک برابر ۱۰٫۷۰ است.